# Christopher Megaloudis
Christopher Megaloudis (New York, 23 novembre 1982) è un ex calciatore statunitense naturalizzato portoricano, di ruolo attaccante.